# Preben Krab
Preben Krab, né le 15 juillet 1952 à Haderslev, est un rameur d'aviron danois. 

## Carrière
Preben Krab participe aux Jeux olympiques d'été de 1968 à Mexico et remporte la médaille de bronze en deux barré avec ses coéquipiers Harry Jørgensen et Jorn Krab (dont il est le frère).